# Feuerturm (Erzgebirge)
Der Berg Feuerturm ist ein 851 m ü. NHN hoher Gipfel im oberen Erzgebirge. Er liegt in der Gemarkung Neudorf im Südosten der Gemeinde Sehmatal und westlich der Gemeinde Bärenstein im sächsischen Erzgebirgskreis, Deutschland.

## Lage und Umgebung
Der Gipfel Feuerturm gehört mit dem direkt südlich gelegenen Gipfel Toskabank 887 m ü. NHN zum Höhenzug Stahlberg, nach welchem die zu Bärenstein gehörige Siedlung Stahlberg benannt wurde. Der Höhenzug Stahlberg bildet die Wasserscheide zwischen dem Pöhlbach im Osten und der Sehma im Westen. 
Der Gipfel Feuerturm befindet sich zwischen den Orten Stahlberg und Niederschlag (beide zu Bärenstein) im Osten und Kretscham-Rothensehma und Neudorf (zu Sehmatal) im Westen. Westlich und nördlich des Bergs verläuft der in die Sehma mündende Lampertsbach. Er wird im Norden des Bergs als Talsperre Cranzahl gestaut.

## Geschichte

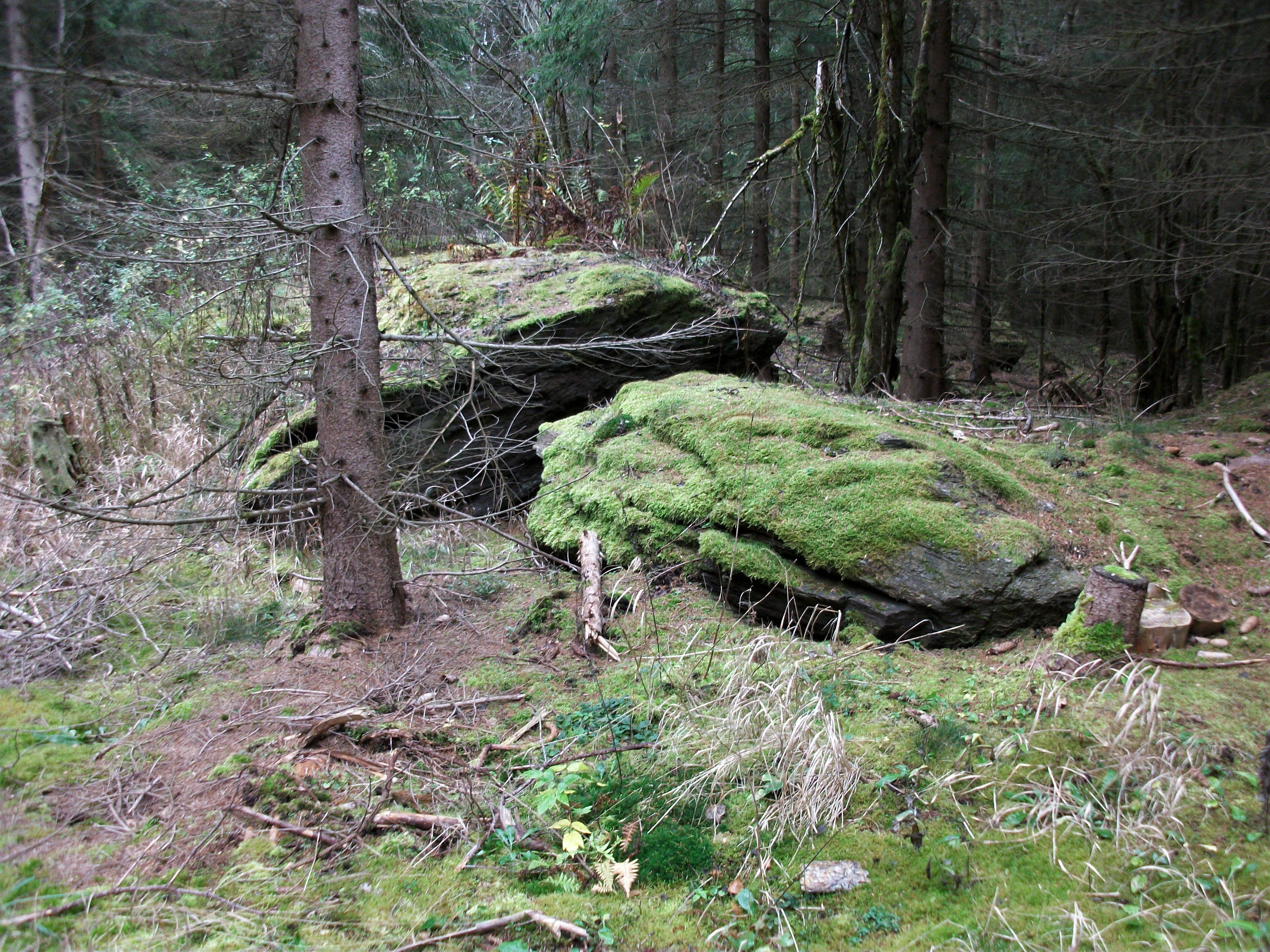
Felsen auf dem Berg Feuerturm

Die Namen der Gipfel Feuerturm und Toskabank entstanden erst im 19. Jahrhundert bzw. Anfang des 20. Jahrhunderts. Im 16. Jahrhundert und später ist der Höhenzug nur als Stahlberg bekannt. Abgegrenzt wurde der Höhenzug mit seinen Abhängen im Westen und Norden vom Lampertsbach, im Osten vom Pöhlbach und im Südwesten bzw. Süden von den Flurgrenzen von Neudorf und Kretscham-Rothensehma. Er gehörte ins kursächsische Amt Schlettau. Nach 1650 ging der Name des Stahlbergs allmählich auf die durch böhmische Exulanten gegründete Siedlung über, die sich auf der nordöstlich vorgelagerten Höhe südlich des Orts Bärenstein entwickelte. Der Flurname Stahlberg trat letztmals im Jahr 1824 auf. Danach wurde er durch die Bezeichnungen Steinberg/Feuerturm für den nördlichen Teil und Toskabank für den südlichen Teil ersetzt.
Die nördliche und niedrigere Erhebung des Stahlbergs erhielt im 19. Jahrhundert bzw. zu Beginn des 20. Jahrhunderts die Bezeichnung Steinberg bzw. die Doppelbezeichnung Steinberg oder Feuerturm. Am Ostabhang des Stahlbergs war um 1815 ein Feuer Thurmer Stolln erwähnt. In späterer Zeit bis in die Gegenwart ist für den Gipfel nur noch der Name Feuerturm gebräuchlich, der Name Steinberg geriet in Vergessenheit.

## Aussicht

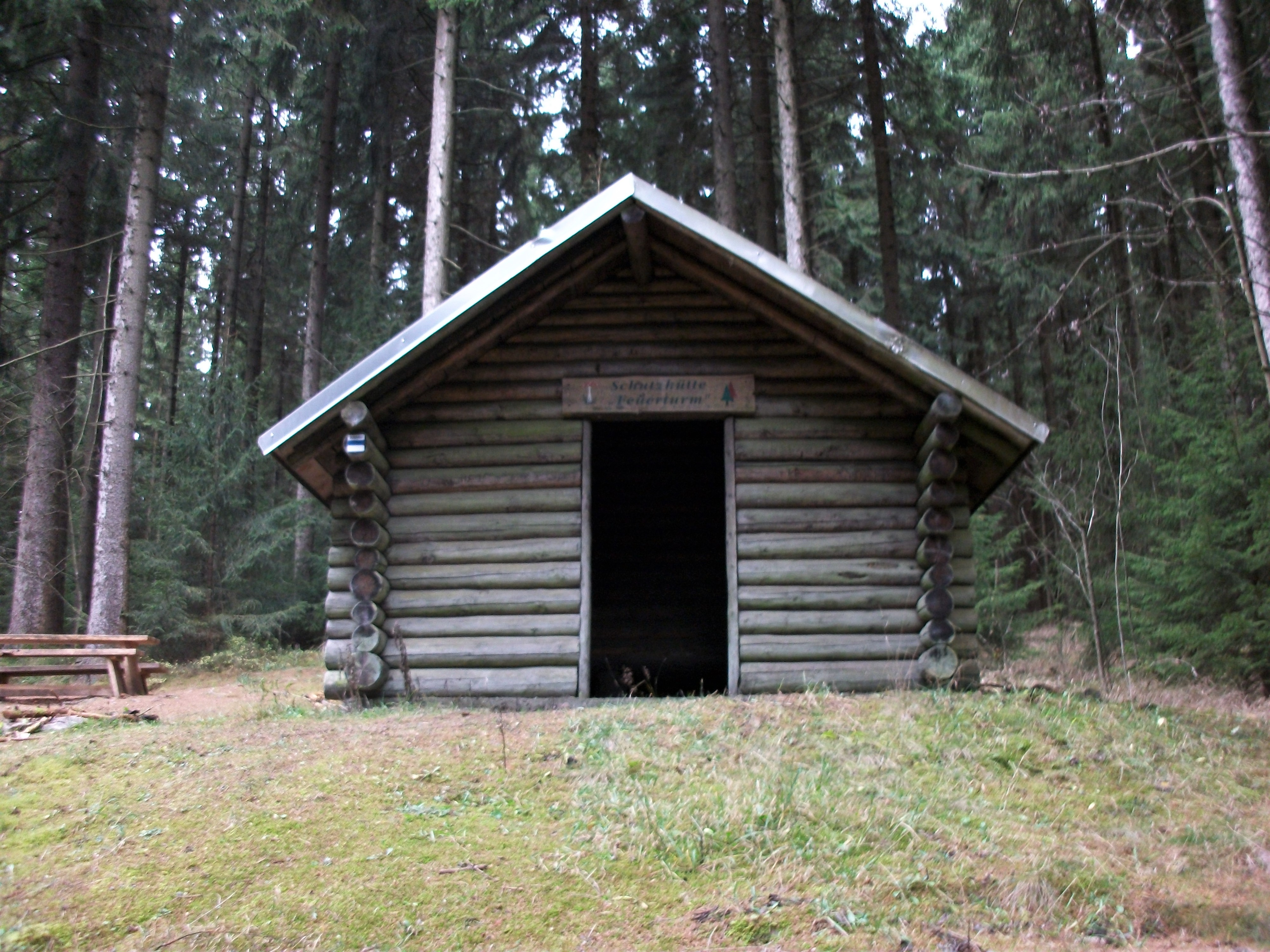
Schutzhütte Feuerturm

Vom Gipfel bietet sich ein Ausblick nach Nordosten auf den Bärenstein und nach Norden auf die Talsperre Cranzahl.

## Wege zum Gipfel

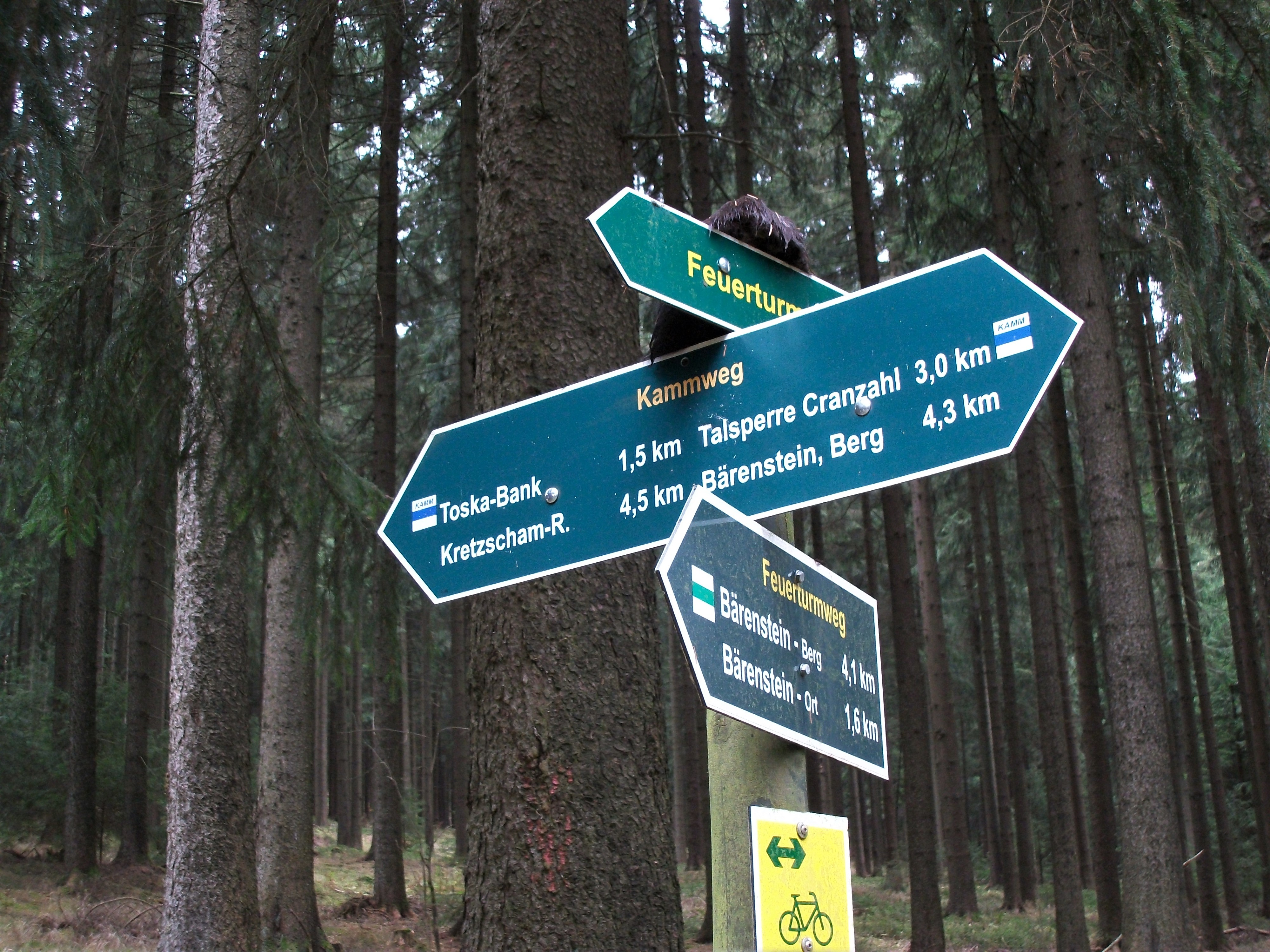
Wegweiser Feuerturmweg und Kammweg beim Berg Feuerturm

Der Gipfel ist über den Kammweg Erzgebirge-Vogtland von Norden über Cranzahl und Bärenstein oder von Süden über den Gipfel Toskabank erreichbar. Der Feuerturmweg, der von Stahlberg nach Neudorf verläuft, trifft nördlich des Feuerturms auf den Kammweg.